# Râul Buciumeni, Ismar
Râul Buciumeni este un râu din România, afluent al râului Ismar. 